# Вольперт, Лариса Ильинична
Лари́са Ильи́нична Во́льперт (эст. Larissa Volpert; 30 марта 1926, Ленинград — 1 октября 2017, Нью-Йорк) — советская и эстонская шахматистка и литературовед. гроссмейстер (1978). Доктор филологических наук (1989). Мастер спорта СССР (1955).

## Биография
Родилась в Ленинграде. Училась шахматам в Ленинградском Дворце пионеров, во всесоюзных соревнованиях участвовала с 1945 года. В 1947 году заняла первое место в Чемпионате Ленинграда по шахматам среди женщин, на следующий год разделила 1-2 место. Затем в 1949 году заняла пятое место уже во Всесоюзных соревнованиях по шахматам. В этом же году окончила филологический факультет Ленинградского университета; дипломная работа «Публицистика Жан-Ришара Блока в годы второй мировой войны» выполнена под руководством проф. А. Л. Григорьева.
Шахматистка активного позиционного стиля. В 1954 году стала чемпионкой СССР. В том же году со счетом 2-0 победила чешскую шахматистку Нину Грушкову-Бельскую в матче СССР — Чехословакия. В 1955 году под руководством Т. Г. Хатисовой защитила кандидатскую диссертацию на тему: «Публицистика Жан-Ришара Блока». Участница соревнований на первенство мира (1955—1961), в том числе турниров претенденток: 1955 — 2-е, 1959 — 3-е, 1961 — 7-9-е места. В 1958 году разделила титул чемпионки СССР, и в 1959 году стала во второй раз единоличной чемпионкой, победив Киру Зворыкину (2½ : 1½). Занимала 1-е место в чемпионате ЧССР (1957, вне конкурса) и в международном турнире в Тбилиси (1960). В составе команды СССР и Ленинграда участвовала в матчах с шахматистами ГДР, ЧССР, СФРЮ и Будапешта.
С 1962 года Вольперт преподавала в Псковском государственном университете (старший преподаватель, с 1967 доцент кафедры русской литературы). Примечательна её встреча с Надеждой Мандельштам. Чемпионка Ленинграда по шахматам (1964). С 1977 года она преподавала русскую филологию в Университете Тарту в Эстонии. В 1978 году Вольперт получила титул международного гроссмейстера по шахматам среди женщин.
Её научные работы посвящены главным образом поэзии Пушкина и Лермонтова, особенно в их связи с французской литературой. В 1989 году защитила докторскую диссертацию «Пушкин и психологическая традиция во французской литературе конца XVIII — первой трети XIX в.». С 1990 года — профессор, с 1993 — профессор-эмеритус Тартуского университета.
Скончалась 1 октября 2017 года.

## Семья
- Отец — Илья Евгеньевич Вольперт (1891—1979), психиатр и психотерапевт. Мать — Гадася Шлиомовна Гуревич (1897—1980), уроженка Люцина, врач-офтальмолог.
- Брат — Евгений Ильич Вольперт (1921—2010), врач и учёный в области неотложной кардиологии[7].
- Муж — Павел Семёнович Рейфман (1923—2012), почётный профессор Тартуского университета, доктор филологических наук, специалист по русской литературе, журналистке и критике XIX века, исследователь истории цензуры в России.

## Основные научные труды
- Пушкин и психологическая традиция во французской литературе: (К проблеме русско-французских литературных связей конца XVIII — начала XIX вв. Таллин: Ээсти раамат, 1980. 216 с.
- Пушкин в роли Пушкина: Творческая игра по моделям французской литературы: Пушкин и Стендаль. Москва: Языки русской культуры, 1998. 327 с., [1] л. портр. ISBN 5-7589-0045-9.
- Лермонтов и литература Франции: (В Царстве Гипотезы). Таллинн : Фонд эстонского языка, 2005. 318, [1] с. ISBN 9985-79-132-0.
- Пушкинская Франция. Санкт-Петербург : Алетейя, 2007. 572, [3] с. ISBN 978-5-91419-011-5.
- Лермонтов и литература Франции. Издание второе, исправленное и дополненное. СПб.: Алетейя. 2008. — 297, [1] с., [1] л. цв. портр. ISBN 978-5-91419-114-3
- Лермонтов и литература Франции. Издание третье, исправл. и дополненн. Интернет-публикация Тарту. 2010
- Пушкинская Франция. Второе издание. Исправленное и дополненное. Интернет-публикация. Тарту. 2010